# フォルテ (競走馬)
フォルテ（Forte、2020年2月3日 - ）は、アメリカ合衆国の競走馬。主な勝ち鞍は2022年のホープフルステークス、ブリーダーズフューチュリティ、ブリーダーズカップジュベナイル、2023年のフロリダダービー。

## 経歴

### 2022年（2歳時）
5月27日ベルモントパーク競馬場の一般戦（ダート5ハロン）でデビュー勝ちを収める。2戦目のG3サンフォードステークスでは4着に終わる。
G1初挑戦となった9月5日のホープフルステークスでは道中後方2番手で追走し、3コーナーでインコースから脚を伸ばすと最後の直線で逃げていたガルフポートに3馬身差をつけG1競走初制覇を果たした。
続く10月8日のブリーダーズフューチュリティステークスでは中団追走から3コーナーで一気にまくると、直線では逃げ粘るロギンスとの競り合いをクビ差制してG1競走2連勝となった。
11月4日に行われたブリーダーズカップ・ジュヴェナイルでは道中4・5番手追走から4コーナーで進出を開始すると、内ラチ沿いで粘るケイヴロックを並ぶ間もなくかわし後続に1馬身半差をつけG1競走3連勝となった。また、この年のエクリプス賞最優秀2歳牡馬のタイトルも受賞した。

### 2023年（3歳時）
3月4日のG2ファウンテンオブユースステークスでは中団追走からまくり気味に先頭に立つと最後はロケットキャンに4馬身半差をつけ快勝。4月1日のフロリダダービーでは道中後方追走から3コーナーで進出を開始し、背後でマークしていたメイジに一旦は交わされるもゴール前でメイジを1馬身差で差し切ってG1競走4勝目を挙げた。この後、ケンタッキーダービーに出走を予定していたがレース当日に右前脚の打撲で出走を回避。仕切り直しの一戦となった6月10日のベルモントステークスでは好位追走から最後の直線で追い上げてくるもアルカンジェロの2着に敗退。7月29日のG2ジムダンディステークスでは道中3番手でレースを進めると、最後の直線では逃げ粘るサウジクラウンとの競り合いを僅差で制した。8月26日のトラヴァーズステークスでは後方追走も直線で伸び切れず4着に終わった。この後、ブリーダーズカップ・クラシックに出走を予定していたが、調整の遅れを理由に10月19日に現役を引退して2024年よりスペンドスリフトファームで種牡馬入りすることになった。12月4日、前年のホープフルステークスのレース後の薬物検査で陽性反応を示した問題でニューヨーク州賭博委員会は聴聞官の勧告を受けて失格となるも、ニューヨーク州および地方自治体の措置または不作為に対するプレッチャー調教師の控訴申し立てを受けて、12月21日にニューヨーク州最高裁判所により処分の一時差し止め命令を出した。

## 血統表
| フォルテの血統                | フォルテの血統                    | フォルテの血統                    | （血統表の出典）                  | （血統表の出典） |
| 父系                          | サドラーズウェルズ系              | サドラーズウェルズ系              | サドラーズウェルズ系              |                  |
| 父 Violence 2010 黒鹿毛       | 父の父Medaglia d'Oro 1999 黒鹿毛  | El Prado                          | Sadler's Wells                    | Sadler's Wells   |
| 父 Violence 2010 黒鹿毛       | 父の父Medaglia d'Oro 1999 黒鹿毛  | El Prado                          | Lady Capulet                      |                  |
| 父 Violence 2010 黒鹿毛       | 父の父Medaglia d'Oro 1999 黒鹿毛  | Cappucino Bay                     | Bailjumper                        | Bailjumper       |
| 父 Violence 2010 黒鹿毛       | 父の父Medaglia d'Oro 1999 黒鹿毛  | Cappucino Bay                     | Dubbed In                         |                  |
| 父 Violence 2010 黒鹿毛       | 父の母Violent Beauty 2003 黒鹿毛  | Gone West                         | Mr. Prospector                    | Mr. Prospector   |
| 父 Violence 2010 黒鹿毛       | 父の母Violent Beauty 2003 黒鹿毛  | Gone West                         | Secrettame                        |                  |
| 父 Violence 2010 黒鹿毛       | 父の母Violent Beauty 2003 黒鹿毛  | Storming Beauty                   | Storm Cat                         | Storm Cat        |
| 父 Violence 2010 黒鹿毛       | 父の母Violent Beauty 2003 黒鹿毛  | Storming Beauty                   | Sky Beauty                        |                  |
| 母 Queen Caroline 2013 黒鹿毛 | 母の父Blame 2006 鹿毛             | Arch                              | Kris S.                           | Kris S.          |
| 母 Queen Caroline 2013 黒鹿毛 | 母の父Blame 2006 鹿毛             | Arch                              | Aurora                            |                  |
| 母 Queen Caroline 2013 黒鹿毛 | 母の父Blame 2006 鹿毛             | Liable                            | Seeking The Gold                  | Seeking The Gold |
| 母 Queen Caroline 2013 黒鹿毛 | 母の父Blame 2006 鹿毛             | Liable                            | Bound                             |                  |
| 母 Queen Caroline 2013 黒鹿毛 | 母の母Queen Plaza 2002 黒鹿毛     | Forestry                          | Storm Cat                         | Storm Cat        |
| 母 Queen Caroline 2013 黒鹿毛 | 母の母Queen Plaza 2002 黒鹿毛     | Forestry                          | Shared Interest                   |                  |
| 母 Queen Caroline 2013 黒鹿毛 | 母の母Queen Plaza 2002 黒鹿毛     | Kew Garden                        | Seattle Slew                      | Seattle Slew     |
| 母 Queen Caroline 2013 黒鹿毛 | 母の母Queen Plaza 2002 黒鹿毛     | Kew Garden                        | Jeano                             |                  |
| 母系(F-No.)                   | 1号族(FN:1-x)                     | 1号族(FN:1-x)                     | 1号族(FN:1-x)                     |                  |
| 5代内の近親交配               | Storm Cat 4×4、Mr. Prospector 4×5 | Storm Cat 4×4、Mr. Prospector 4×5 | Storm Cat 4×4、Mr. Prospector 4×5 |                  |